# Scopula parallelaria
Scopula parallelaria är en fjärilsart som beskrevs av W. Warren 1901. Scopula parallelaria ingår i släktet Scopula och familjen mätare. Inga underarter finns listade.